# Abdoul Ba
Abdoul Ba (* 8. Februar 1994 in Dakar) ist ein mauretanisch-französischer Fußballspieler.

## Karriere

### Verein
Das Fußballspielen begann Ba in Sarcelles nahe der französischen Hauptstadt Paris. Mit 14 Jahren fiel er einem Scout des Profiklubs RC Lens auf, erhielt eine Einladung zu einem Probetraining und wurde daraufhin verpflichtet. Er wurde im Nachwuchsleistungszentrum des Vereins ausgebildet und spielte neben seiner angestammten Position in der Innenverteidigung auch als Linksverteidiger. Der mit einer Körpergröße von zwei Metern außergewöhnlich große Fußballer bildete zudem eine besondere physische Stärke aus. Er war gerade 18 Jahre alt, als er im Frühjahr 2012 zum ersten Mal im Kreis der viertklassig antretenden Reservemannschaft von Lens spielte. Daneben nahm er in der nachfolgenden Zeit häufig am Trainingsbetrieb des in der zweiten Liga spielenden Profiteams teil, wenngleich er für dieses zunächst nicht auflaufen durfte.
Am Ende der Saison 2013/14 schaffte Lens den Aufstieg in die höchste französische Spielklasse und gab kurz darauf bekannt, dass Ba zur nachfolgenden Spielzeit einen Vertrag für die nun erstklassige Profimannschaft erhalten werde. Am 17. Oktober 2014 saß er bei einer Begegnung gegen Paris Saint-Germain zunächst auf der Bank und erlebte ein turbulentes Spiel mit zwei roten Karten für Lens sowie einer für die Hauptstädter. Infolgedessen wurde er in der 63. Minute für Yoann Touzghar eingewechselt, um die Defensivabteilung nach dem Platzverweis für Jean-Philippe Gbamin zu festigen; sein Erstligadebüt endete jedoch mit einer 1:3-Niederlage. Eine Woche darauf stand er bei einem 2:0-Sieg über den FC Toulouse erstmals in der Startelf. Es folgten einige weitere Berücksichtigungen, wobei es 2015 zum direkten Wiederabstieg seiner Mannschaft kam.

### Nationalmannschaft
Ba war 19 Jahre alt und gehörte bei Lens noch der Reservemannschaft an, als er am 8. September 2013 zu seinem Debüt für die mauretanische Nationalelf kam. Dies geschah im Rahmen eines Freundschaftsspiels gegen Kanada, das mit einem 0:0-Unentschieden endete. Anschließend folgten regelmäßig weitere Berufungen. Sein erstes Pflichtspiel im Nationaltrikot absolvierte er am 17. Mai 2014 bei einem 1:0-Sieg gegen Äquatorialguinea im Rahmen der Qualifikation zur Afrikameisterschaft 2015. Darauf folgten Teilnahmen an verschiedenen weiteren Qualifikationsspielen.